# Ukrajinská hymna
Hymna Ukrajiny je píseň Šče ne vmerla Ukrajiny ni slava, ni voľa (Ще не вмерла України і слава, і воля) česky Ještě neumřela Ukrajiny ani sláva, ani svoboda. Autorem textu původní písně, napsaného v roce 1862 je Pavlo Čubynskyj (Павло Чубинський), etnograf a básník z Kyjeva, vyhnanec. Z původního Čubynského textu je však použita pouze první sloka a polovina refrénu, v hymně je druhá půlka refrénu vynechána a původní druhá až čtvrtá sloka jsou nahrazeny zcela jinou druhou až třetí slokou, ty však nakonec byly z hymny také vypuštěny. Hudbu složil v roce 1863 řeckokatolický kněz Mychajlo Verbyckyj (Михайло Вербицький), skladatel a sbormistr. Píseň brzy dosáhla značné popularity na celé Ukrajině. Během ukrajinské revoluce v roce 1917 byla oficiálně přijata jako hymna.
V období přičlenění Ukrajiny do SSSR byla zakázána a vrátila se spolu s perestrojkou.
V roce 1992 přijal ukrajinský parlament pouze hudbu hymny a text měl být stanoven zvláštním zákonem. Soutěžní komise však soudila, že žádná z navrhovaných verzí není pro hymnu vhodná. Nakonec na návrh prezidenta Leonida Kučmy byla přijata jako hymna první sloka s refrénem poněkud upravené básně Čubynského.
Definitivní schválení se uskutečnilo po sedmi letech, v roce 2003. Spory se týkaly mj. podobnosti počátečních slov hymny Ještě Ukrajina nezemřela polské hymně Jeszcze Polska nie zginęła (což znamená Ještě Polsko neumřelo), v čemž někteří viděli vliv polského prostředí na ukrajinské záležitosti. Zmíněná změna obsahu první sloky spočívala v nahrazení příliš pesimistických slov Ще не вмерла Українa і слава, і воля, slovy Ще не вмерла України ні слава, ні воля (tzn. místo Ještě neumřela Ukrajina, i sláva i svoboda se objevilo Ještě neumřela Ukrajiny ani sláva ani svoboda). Druhá změna se týkala druhého verše, kde byla slova „bratři mladí“ nahrazena slovy „bratři Ukrajinci“.
Další problém se týkal druhé sloky, které podle názoru proruských kruhů mohly zase naznačovat nároky vůči ukrajinským sousedům. Kvůli výše uvedeným námitkám se v oficiálních provedeních hymny nehraje druhá a třetí sloka, pouze první sloka s dvakrát hraným refrénem.

## Text

### Původní píseň
Původní text od Čubynského, jak byl poprvé publikován ve lvovském časopise Meta v roce 1863
Ще не вмерла Україна,

І слава, і воля!

Ще нам, браття-молодці,

Усміхнеться доля!

Згинуть наші вороги,

Як роса на сонці;

Запануєм, браття, й ми

У своїй сторонці.
Refrén:
 Душу, тіло ми положим

 За свою свободу

 І покажем, що ми браття

 Козацького роду.

 Гей-гей, браття миле, нумо

 Братися за діло!

 Гей-гей пора встати,

 Пора волю добувати!
Наливайко, Залізняк

І Тарас Трясило

Кличуть нас із-за могил

На святеє діло.

Ізгадаймо славну смерть

Лицарства-козацтва,

Щоб не втратить марне нам

Своєго юнацтва.
Refrén.
Ой, Богдане, Богдане,

Славний наш гетьмане!

Нащо віддав Україну

Москалям поганим?!

Щоб вернути її честь,

Ляжем головами,

Назовемся України

Вірними синами!
Refrén.
Наші браття Слав'яне

Вже за зброю взялись;

Не діжде ніхто, щоб ми

Позаду зістались.

Поєднаймось разом всі,

Братчики-Слав'яне:

Нехай гинуть вороги,

Най воля настане!
Refrén.

### Hymna
V hymně je oproti původní písni vynechána druhá polovina refrénu a původní druhá až čtvrtá sloka byly nahrazeny zcela jinou druhou až třetí slokou, i ty však poté byly z hymny vypuštěny. Jako hymna se zpívá první sloka a dvakrát refrén.
| Originální text | Transkripce | Český překlad |
| --- | --- | --- |
| Ще не вмерла України ні слава, ні воля, Ще нам, браття українці, усміхнеться доля. Згинуть наші воріженьки, як роса на сонці. Запануєм і ми, браття, у своїй сторонці. Душу й тіло ми положим за нашу свободу, І покажем, що ми, браття, козацького роду. Станем, браття, в бій кривавий від Сяну до Дону, В ріднім краю панувати не дамо нікому; Чорне море ще всміхнеться, дід Дніпро зрадіє, Ще у нашій Україні доленька наспіє. Душу й тіло... А завзяття, праця щира свого ще докаже, Ще ся волі в Україні піснь гучна розляже, За Карпати відоб'ється, згомонить степами, України слава стане поміж народами. Душу й тіло… | Šče ne vmerla Ukrajiny ni slava, ni voľa, Šče nam, braťťa ukrajinci, usmichneťśa doľa. Zhynuť naši vorižeńky, jak rosa na sonci, Zapanuěm i my, braťťa, u svojij storonci. Dušu j tilo my položym za našu svobodu I pokažem, ščo my, braťťa, kozaćkoho rodu. Stanem, braťťa, v bij kryvavyj vid Śanu do Donu, V ridnim kraju panuvaty ne damo nikomu; Čorne more šče usmichneťśa, did Dnipro zradiě, Šče u našij Ukrajini doleńka naspiě. Dušu j tilo... A zavźaťťa, praća ščyra svoho šče dokaže, Šče śa voli v Ukrajini pisń hučna rozľaže, Za Karpaty vidoběťśa, zhomonyť stepamy, Ukrajiny slava stane pomiž narodamy. Dušu j tilo… | Ještě neumřela Ukrajiny ani sláva, ani svoboda, Ještě se na nás, bratři Ukrajinci, osud usměje. Zhynou nepřátelé naši jako rosa na slunci, Začneme konečně vládnout v naší zemi. Duši, tělo, obětujeme za naši svobodu, Ukážeme, že jsme, bratři, z kozáckého rodu. Povstaňme bratří v boj krvavý od Sanu k Donu, V domovině otců nenecháme nikoho vládnout. Černé moře se usměje, děd Dnipro zaraduje, V naší Ukrajině se osud změní. Duši, tělo... Práce rukou a upřímné nadšení doplní svoje A svobody píseň bouřlivá se po kraji rozlehne, Za Karpaty se odrazí a po stepích zahřmí, Sláva Ukrajiny stane mezi národy. Duši, tělo... |

### Český básnický překlad první sloky
Neumřely Ukrajiny slavní dnové krásní,

ještě, bratří mládci, nám se štěstí úsměv zjasní:

Zhynou naši nepřátelé, jako rosa mine,

zapanujem i my, bratří, ve své domovině;

duši, tělo, položíme za naši svobodu

i ukážem, že jsme, bratří, kozáckého rodu.
(přeložil Adolf Černý, in Slovanské hymny, Praha: F. Šimáček, 1900, s. 2)

### Změny v použité části textu původní písně
Oproti původnímu textu Čubynského je text písně v hymně na několika místech drobně pozměněn:
- Text „Ще не вмерла Україна, і слава, і воля!“ byl změněn na „Ще не вмерла України і слава, і воля!“, v některých verzích je spojka „і“ navíc nahrazena modernější spojkou „ні“: "Ще не вмерла України ні слава, ні воля!"
- V Čubynského textu je spojení „браття-молодці“, v zákoně z roku 2003 „браття молодії“, později se začalo místo toho používat „браття українці“
- V Čubynského textu byli nepřátelé označeni slovem „вороги“, v roce 1990 se místo toho používalo slovo „вороженьки“, to pak bylo v zákoně z roku 2003 nahrazeno podobou „воріженьки“
- V Čubynského textu je slovosled „браття, й ми“, který je v hymně prohozen na „і ми, браття“
- Do Čubynského výčtu „душу, тіло“ byla místo čárky vložena spojka: „душу й тіло“